# Daihatsu Mira
Daihatsu Mira - автомобіль, вперше представлений в 1980 році японською компанією Daihatsu. Невеликий хетчбек фактично є технічним близнюком Daihatsu Cuore. Mira представлений у L55, L70, L200, L500 та L700 серіях, які змінювали одна одну. Кожна серія краща за попередню за технічним оснащенням. Остання значна модернізація відбулась у 2002 році при появі L250. Серія L275, яка з’явилась у 2006 році, сьоме і останнє покоління, нічим суттєвим від своїх попередниць не відрізнялась. 

## Опис
Оригінальні моделі Mira отримали двигун 550cc, який пізніше був покращений до версії 660cc. За тривалий час існування автомобіля з’явилось чимало версій 0.7-літрового двигуна. Змінювалась навіть кількість циліндрів. Середня витрата палива складає 6.1 л/100км у місті, 5.2 л/100км на шосе та 5.7 л/100км у змішаному циклі. Відмітки у 100 км/год хетчбек досягає за 13.0 с. Пару двигунам складають 5-ступінчаста МКПП та 4-ступінчаста АКПП. 
Оскільки Mira завжди був дешевим та економічно вигідним автомобілем, Daihatsu Mira 2014 оснащений невеликим 3-циліндровим двигуном DOHC 658cc, здатним працювати на 51 к.с. при 6800 об/хв, і виробляє крутний момент 60 Нм при 5200 об/хв. 

## Огляд моделі

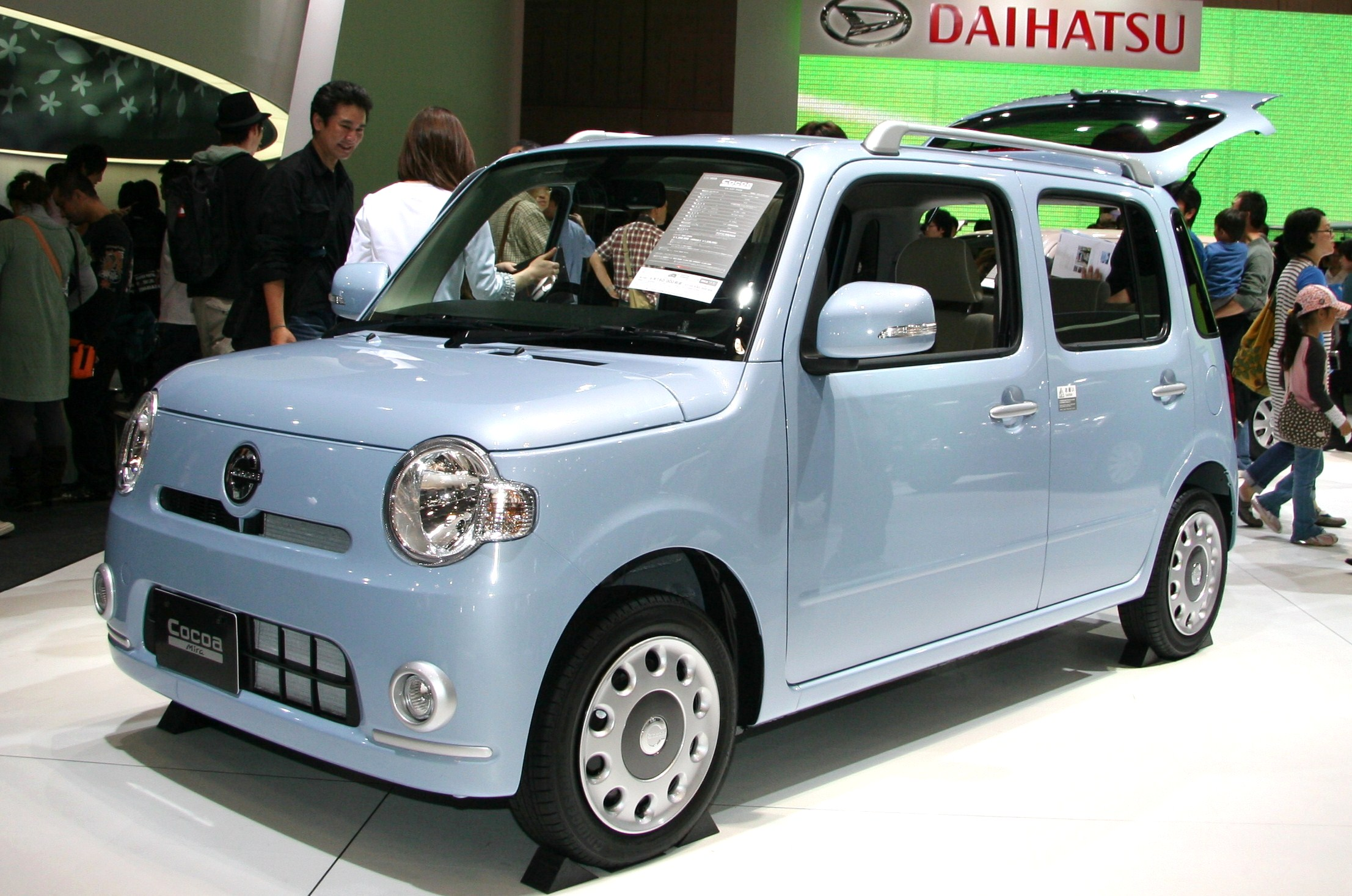
Daihatsu Mira Cocoa
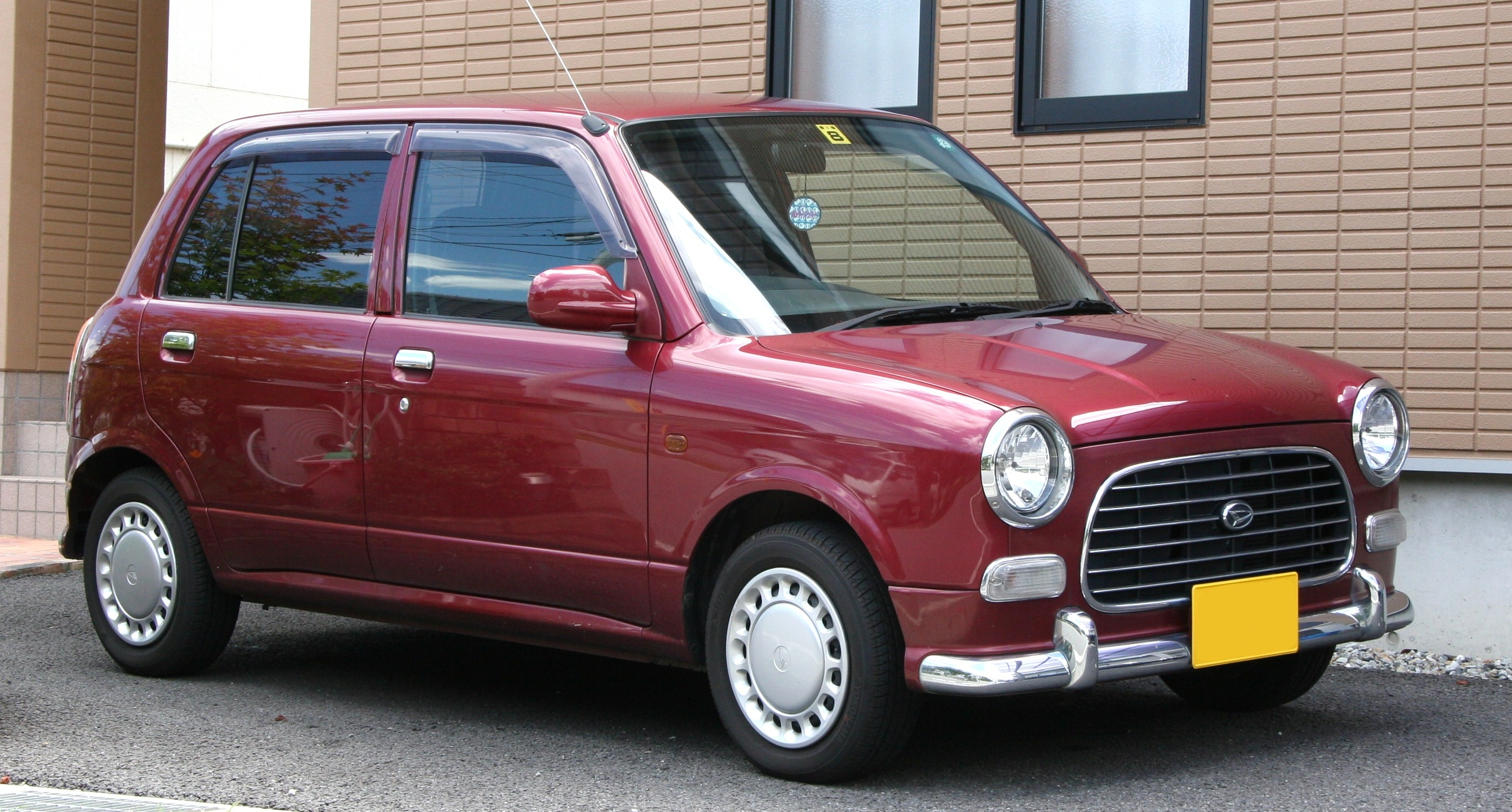
Daihatsu Mira Gino (1 покоління)
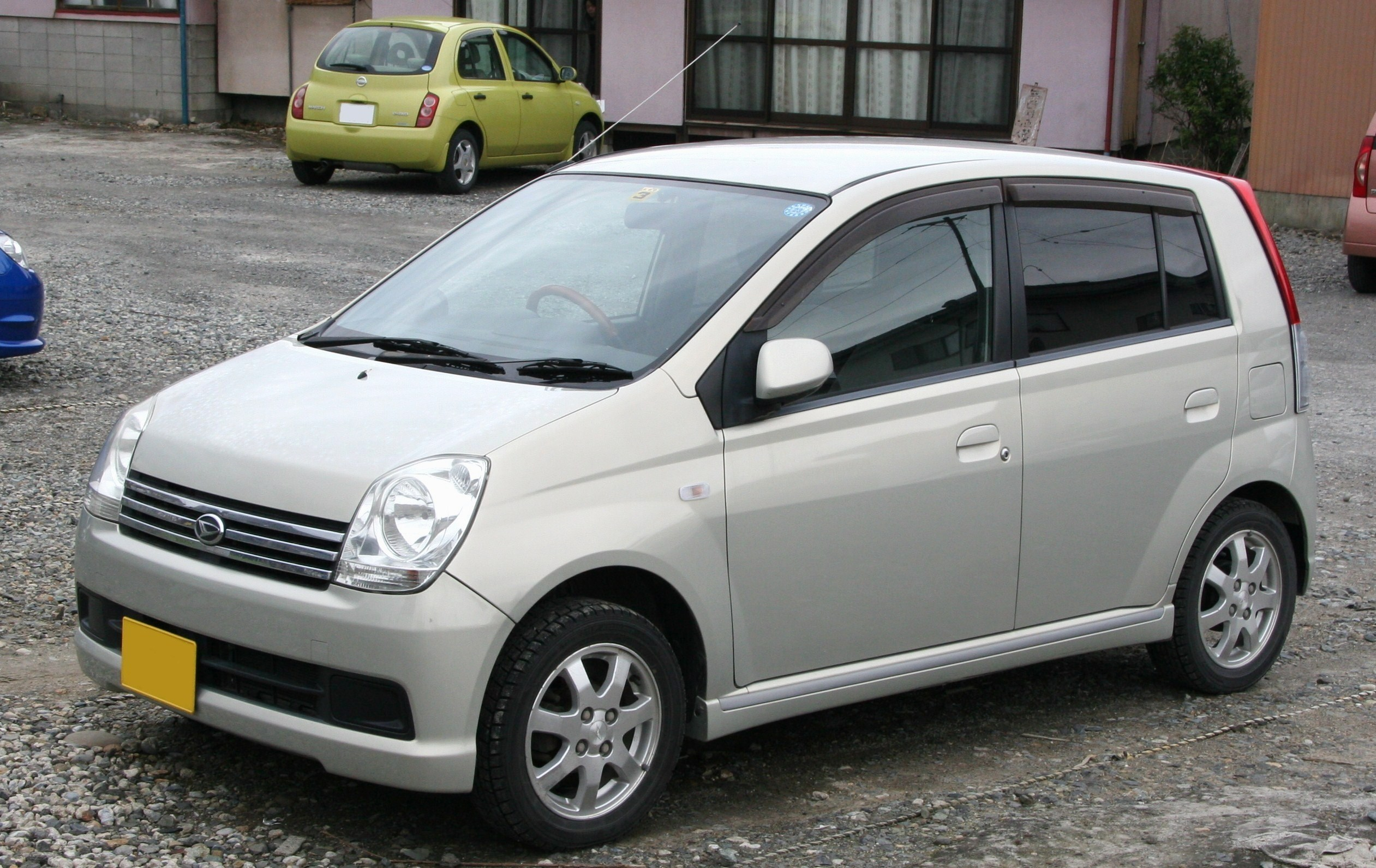
Daihatsu Mira AVY